# Petrich (huyện)
Petrich là một huyện thuộc tỉnh Blagoevgrad, Bungaria. Dân số thời điểm năm 2001 là 57717 người.